# Tangled Up in Blue
«Tangled Up in Blue» — песня американского певца и музыканта Боба Дилана с его альбома 1975 года Blood on the Tracks. Также была выпущена отдельным синглом.
В 2004 году журнал Rolling Stone поместил песню «Tangled Up in Blue» в исполнении Боба Дилана на 68-е место своего списка «500 величайших песен всех времён».
В списке 2011 года песня также находится на 68-м месте.
Кроме того, в 2014 году британский музыкальный журнал New Musical Express поместил песню «Tangled Up in Blue» в исполнении Боба Дилана на 277-е место своего списка «500 величайших песен всех времён».

## Позиции в хит-парадах
Годовые чарты:
| Год  | Чарт                  | Позиция |
| ---- | --------------------- | ------- |
| 1975 | Канада (RPM Year-End) | 169     |